# 拟冰川翠雀花
拟冰川翠雀花（学名：Delphinium pseudoglaciale）为毛茛科翠雀属下的一个种。

## 扩展阅读
- 維基物種上的相關：拟冰川翠雀花